# HD 116798
HD 116798は、おおぐま座にある恒星。地球からは北斗七星の二重星ミザールとアルコルの間に見えるが、8等級の暗い星であり、肉眼では見えない。

## 概要
1616年に、ガリレオ・ガリレイの友人で助手のベネデット・カステリが発見した。
1722年、ルートヴィヒ大学の数学と神学の教授であったヨハン・ゲオルク・リープクネヒトが新惑星を発見したと勘違いし、17世紀にルートヴィヒ大学を創設したヘッセン＝ダルムシュタット方伯ルートヴィヒ5世を記念して Sidus Ludvicianum（ルートヴィッヒの星）と名づけた。